# Daïra de Draâ El Mizan
La daïra de Draâ El Mizan est une circonscription administrative algérienne située dans la wilaya de Tizi-Ouzou et la région de Kabylie. Son chef-lieu est situé sur la commune éponyme de Draâ El Mizan.

## Communes
La daïra est composée de quatre communes:
- Aïn Zaouia ;
- Aït Yahia Moussa ;
- Draâ El Mizan ;
- Frikat.

La population totale de la daïra est de 83 935 habitants pour une superficie de 239,21 km2.

## Localisation
| ? (Wilaya de Boumerdès) | Daïra de Draâ Ben Khedda | Daïra de Mâatkas |
| Daïra de Tizi Gheniff   | daïra de Draâ El Mizan   | Daïra de Boghni  |
|                         | ? (Wilaya de Bouira)     |                  |